# Линейни кораби тип „Елзас“
Елзас (на френски: Alsace) са планирана, но неосъществена серия френски линейни кораби от времето на Втората световна война. Планирани са да бъдат развитие на линейните кораби от типа „Ришельо“. Тяхното проектиране започва през 1940 г. в отговор на станалите известни планове за строителството в Германия на линейните кораби от типа „H“ и продължаването на строителството в Италия на линейните кораби от типа „Литорио“. Разглеждани са три варианта със стандартна водоизместимост 40 000, 42 500 и 45 000 тона и въоръжение съответно 9 380-мм, 9 406-мм, 12 380-мм оръдия. На 15 април 1940 г. френският парламент одобрява построяването на четири линкора от типа „Елзас“; корабите трябва да носят имената „Елзас“, „Норманди“, „Фландър“ и „Бургун“. До поражението на Франция ръководството на флота не успява да се определи в избора на проект.